# Джиммі Армфілд
Джиммі Армфілд (англ. Jimmy Armfield, нар. 21 вересня 1935, Дентон (Великий Манчестер) — 22 січня 2018) — англійський футболіст, захисник. По завершенні ігрової кар'єри — футбольний тренер та експерт.
Як гравець відомий виступами за клуб «Блекпул», в якому провів всю ігрову кар'єру, а також національну збірну Англії, з якою ставав чемпіоном світу.

## Клубна кар'єра
У дорослому футболі дебютував 1954 року виступами за «Блекпул», кольори якого і захищав протягом усієї своєї кар'єри гравця, що тривала цілих вісімнадцять років. Більшість часу, проведеного у складі «Блекпула», був основним гравцем захисту команди.

## Виступи за збірну
1959 року дебютував в офіційних матчах у складі національної збірної Англії. Протягом кар'єри у національній команді, яка тривала 8 років, провів у формі головної команди країни 43 матчі.
У складі збірної був учасником чемпіонату світу 1962 року у Чилі та чемпіонату світу 1966 року в Англії, здобувши того року титул чемпіона світу.

## Кар'єра тренера
Розпочав тренерську кар'єру відразу ж по завершенні кар'єри гравця, 1971 року, очоливши тренерський штаб клубу «Болтон Вондерерз», з яким зміг виграти третій дивізіон та піднятися до другого.
4 жовтня 1974 року очолив «Лідс Юнайтед», змінивши на посаді Браяна Клафа. З клубом Джиммі дійшов до фіналу Кубка європейських чемпіонів 1974—1975, а також досягав півфіналу Кубка Англії сезону 1976-77 та Кубка Ліги сезону 1977-78. Армфілд «Лідс Юнайтед» очолював як головний тренер до 1978 року, після чого став працювати в ЗМІ.

## Титули і досягнення
- Чемпіон світу (1):

1966